# Fabien Suarez
Pour les articles homonymes, voir Suarez.
Fabien Suarez est un réalisateur et scénariste français, né le 8 septembre 1971 à Paris (France).
Il est connu pour son association avec Juliette Sales, avec qui il a coécrit, coproduit et coréalisé plusieurs films.

## Biographie
Dès l’âge de 17 ans, Fabien Suarez entame une carrière de comédien de café-théâtre et se produit dans de nombreuses salles tant à Paris qu’en Province. Parallèlement, il écrit et réalise plusieurs séries de programmes courts comiques pour diverses chaines câblées.
En 1997, il se lance dans l’écriture de scénario. D’abord à la télé, où pendant huit ans il coécrit avec Francis Nief plus d’une dizaine de scénarios pour des séries de 90 minutes. Il réalise également deux clips pour Tom Poisson, chanteur de la scène pop française.
Il participe, pour le cinéma, à une nouvelle adaptation de L’Ile au trésor réalisée par Alain Berberian.
En 2012, il coécrit avec Juliette Sales, l'adaptation cinématographique de Belle et Sébastien d'après l’œuvre de Cécile Aubry. Réalisé par Nicolas Vanier, coproduit par Gaumont, Radar Films et Epithete, le premier volet de cette trilogie est sorti sur les écrans le 18 décembre 2013. Le deuxième opus a été réalisé par Christian Duguay et le troisième chapitre par Clovis Cornillac.
Fabien Suarez a depuis coécrit plusieurs longs métrages dont l'adaptation des Aventures de Spirou et Fantasio, réalisé par Alexandre Coffre, la Chambre Des Merveilles, avec Alexandra Lamy, réalisé par Lisa Azuelos et produit par Jerico (la Famille Bélier) et Normale, avec Benoit Poelvoorde, adaptation de la pièce Monster in the Hall de David Greig, réalisé par Olivier Babinet et coproduit par Haut & Court et Page1.
En 2017, il se lance dans la production avec Juliette Sales et crée Page1 productions. Leur société coproduit Normale avec Haut et Court et développe le prochain long métrage d'Olivier Babinet ainsi que le premier long métrage de Pablo Munoz Gomez 
Fabien Suarez est membre du collectif 50/50 qui a pour but de promouvoir l’égalité des femmes et des hommes et la diversité dans le cinéma et l’audiovisuel,.
Il est également Vice-Président de La Cité Européenne des Scénaristes, dont le but est de contribuer au renouvellement permanent des récits et des talents, dans toute leur diversité, à travers, notamment, un dispositif de compagnonnage.

## Filmographie

### Cinéma

#### Réalisateur
- 2009 : Super girl - court-métrage coréalisé avec Juliette Sales
- 2014 : Samouraï - court-métrage coréalisé avec Juliette Sales

#### Scénariste
- 2001 : Gamer de Zak Fishman (Patrick Levy) - coécrit avec Daive Cohen et Patrick Levy
- 2006 : L'Entente cordiale de Vincent de Brus - coécrit avec Vincent de Brus et Arnaud Lemort
- 2007 : L'Île aux trésors d'Alain Berbérian - à partir du livre de Robert Louis Stevenson, adapté et coécrit avec Sion Marciano, Fabrice Roger-Lacan et William Solal
- 2013 : Belle et Sébastien de Nicolas Vanier - à partir des personnages originaux de Cécile Aubry, adapté et coécrit avec Juliette Sales et Nicolas Vanier
- 2014 : Samouraï de Juliette Sales et Fabien Suarez (court-métrage)
- 2015 : Belle et Sébastien : L'aventure continue de Christian Duguay, à partir des personnages originaux de Cécile Aubry, adapté et coécrit avec Juliette Sales
- 2017 : Mes trésors de Pascal Bourdiaux, à partir du scénario original de Carole et Michèle Giacobbi, adapté et coécrit avec Juliette Sales
- 2018 : Belle et Sébastien 3 : Le Dernier chapitre de Clovis Cornillac, à partir des personnages originaux de Cécile Aubry, adapté et coécrit avec Juliette Sales
- 2018 : Les Aventures de Spirou et Fantasio d'Alexandre Coffre - à partir des personnages d'André Franquin, Jijé et Rob-Vel, adapté et coécrit avec Juliette Sales et Alexandre Coffre
- 2023 : La Chambre des merveilles de Lisa Azuelos, à partir du livre de Julien Sandrel, adapté et coécrit avec Juliette Sales
- 2023 : Normale d'Olivier Babinet, d'après la pièce de David Greig Monster in the Hall, adapté et coécrit avec Juliette Sales et Olivier Babinet
- 2025 : Toutes pour une de Houda Benyamina

### Télévision

#### Scénariste
- 1998 : Une femme d'honneur - Saison 1 - Épisodes 1
- 1998 : Une femme d'honneur - Saison 2 - Épisodes 1 à 3
- 1998 : Quai numéro un - Saison 2 - Épisode 4
- 1999 : Une femme d'honneur - Saison 3 - Épisodes 1 à 3
- 2000 : Vertiges (collection) - Souviens-toi réalisé par Laurent Carcélès
- 2001 : Fred et son orchestre créateur du scénario original, réalisation Michaëla Watteaux
- 2002 : Femmes de Loi - Saison 2 - Épisode 5
- 2005 : Sauveur Giordano - Saison 5 - Épisode 1
- 2006 : Une femme d'honneur - Saison 10 - Épisode 1
- 2007 : Carla Rubens - épisode Un enfant en otage